# Gunnar Löfgren
Gunnar Henry Löfgren, född 30 november 1910 i Göteborgs Masthuggs församling, död 11 mars 2012 i Fässbergs församling, var en svensk fotbollsspelare (centerhalv) som spelade för IFK Göteborg. Han blev svensk mästare 1935.
Löfgren började spela fotboll i Marieholm innan han värvades till IFK Göteborg. Han jobbade i en väskfabrik parallellt med fotbollskarriären. Säsongen 1933/34 var han med om att sluta tvåa i allsvenskan men säsongen därpå, 1934/35, blev det allsvensk serieseger. Han spelade också några landskamper men fick utstå viss kritik från en del Stockholmsjournalister när han och två lagkamrater av politiska skäl tackade nej till att delta i landslaget vid OS i Berlin 1936. Han har också meriter från Göteborgsalliansen, exempelvis gjorde han mål i en match där alliansen mötte Arsenal FC på Gamla Ullevi 1937. Han avslutade karriären 1939. Gunnar Löfgren är gravsatt i minneslunden på Fässbergs kyrkogård.